# Jean-Pierre Caillot
Pour les articles homonymes, voir Caillot.
 (février 2017).
Jean-Pierre Caillot, né le 9 juin 1961 à Reims (Marne), est un entrepreneur français. Il est président du Stade de Reims et membre du Conseil d’administration de la Ligue de football professionnel en tant que représentant des clubs de Ligue 1.

## Biographie
Après des études de commerce à l'Ecole Supérieure de Commerce et d'Administration des Entreprises de Nantes, aujourd'hui dénommée Audencia (promo 1984), puis à Ohio State University - Colombus (États-Unis), il dirige une entreprise de transports qui porte son nom : la société des  Transports Caillot, entreprise de Bétheny (banlieue de Reims)  qui emploie 1000 salariés dans 9 régions et sur 15 sites.
Partenaire financier du Stade de Reims depuis 1993, Jean-Pierre Caillot est le sponsor maillot après que son nom fut d'abord apparu sur le short des joueurs rémois. En mai 2001, il devient vice-président du club champenois.
Devenu Président Délégué en 2003, il vit une première montée, en Ligue 2, dès sa première saison à la tête du club de la cité des sacres. Le 14 mai 2004, il est élu président du stade en remplacement de Christophe Chenut. Il ne poursuit qu’un objectif : la remontée du club de son cœur en Ligue 1. Sous sa présidence le club s'est stabilisé dans le monde professionnel malgré une descente en National à l’issue de la saison 2008-2009. En 2011, le Stade de Reims a obtenu son meilleur classement depuis plus de 20 ans en terminant 10e de Ligue 2. Enfin, Jean Pierre Caillot parvient à faire remonter le Stade de Reims en Ligue 1 le 11 mai 2012. Sous sa houlette, le club s'est structuré, doté d'un centre de vie flambant neuf en 2014, et affiche une stabilité économique rare dans le milieu, saluée régulièrement par la DNCG.
Jean-Pierre Caillot a exercé différentes fonctions dans les instances : ancien responsable du collège de Ligue 2 de la LFP, il a été également vice-Président de la LFP et de l’UCPF ou encore membre de la Haute Autorité du Football à la FFF. Il est aujourd'hui le trésorier du syndicat Première Ligue. 